# Mary Frizzell
Ne doit pas être confondu avec Mildred Fizzell.
Mary Frizzell (née le 27 janvier 1913 à Nanaimo et décédée le 12 octobre 1972 à Vancouver Nord) est une athlète canadienne spécialiste du sprint et du saut en longueur. Affiliée au Silverwood Ladies Track Club, elle mesurait 1,60 m pour 51 kg.

## Biographie

### Palmarès
| Date | Compétition           | Lieu        | Résultat | Performance |        |
| ---- | --------------------- | ----------- | -------- | ----------- | ------ |
| 1932 | Jeux olympiques d'été | Los Angeles | 2e       | 4 × 100 m   | 47 s 0 |

### Records
| Épreuve    | Performance | Lieu | Date |
| ---------- | ----------- | ---- | ---- |
| 100 mètres | 12 s 1      |      | 1932 |